# Places
Places – pierwszy studyjny album polskiego zespołu jazzowego Atom String Quartet, wydany w 2012 r. przez Kayax (numer katalogowy Kayax 049). Tytuł nawiązuje do muzyki z różnych regionów - słyszymy tu rytmy latynoskie, melodie polskie, hiszpańskie i irlandzkie, poddane improwizacji czterech wyraźnych muzycznych osobowości. Płyta zdobyła nagrodę Fryderyk 2013.

## Lista utworów
| 1.  | "Na 7" muz. Dawid Lubowicz                                        | 5:36  |
|     |                                                                   |       |
| 2.  | "Irish Pub" muz. Krzysztof Lenczowski                             | 5:13  |
|     |                                                                   |       |
| 3.  | "Iława" muz. Krzysztof Lenczowski                                 | 7:31  |
|     |                                                                   |       |
| 4.  | "LaTina" muz. Krzysztof Lenczowski                                | 3:45  |
|     |                                                                   |       |
| 5.  | "Too Late" muz. Michał Zaborski                                   | 6:40  |
|     |                                                                   |       |
| 6.  | "Song for Mario" muz. Krzysztof Lenczowski                        | 6:07  |
|     |                                                                   |       |
| 7.  | "Fugato & Allegrina" muz. Mateusz Smoczyński/Krzysztof Lenczowski | 6:23  |
|     |                                                                   |       |
| 8.  | "Spain" muz. Chick Corea, arr. Krzysztof Lenczowski               | 5:27  |
|     |                                                                   |       |
| 9.  | "Fade Out" muz. Michał Zaborski                                   | 5:43  |
|     |                                                                   |       |
| 10. | "Zakopane" muz. Mateusz Smoczyński                                | 7:29  |
|     |                                                                   |       |
|     |                                                                   | 59:54 |
|     |                                                                   |       |

## Wykonawcy
- Dawid Lubowicz - skrzypce
- Mateusz Smoczyński - skrzypce
- Michał Zaborski - altówka
- Krzysztof Lenczowski - wiolonczela